# Вайле (коммуна)
Вайле (дат. Vejle Kommune) — датская коммуна в составе области Южная Дания. Площадь — 1066,17 км², что составляет 2,47 % от площади Дании без Гренландии и Фарерских островов. Численность населения на 1 января 2008 года — 104933 чел. (мужчины — 52152, женщины — 52781; иностранные граждане — 4464).

## История
Коммуна была образована в 2007 году из следующих коммун:
- Бёркоп (Børkop)
- Эгтвед (Egtved)
- Гиве (Give)
- Еллинг (Jelling)
- Вайле (Vejle)
- Тёрринг-Ульдум (Tørring-Uldum)

## Изображения

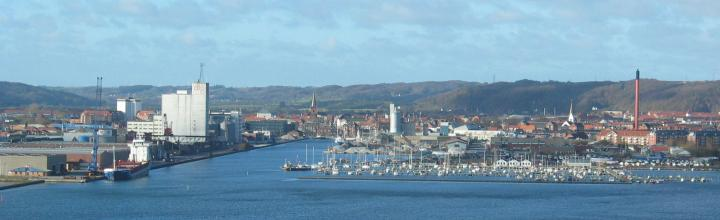
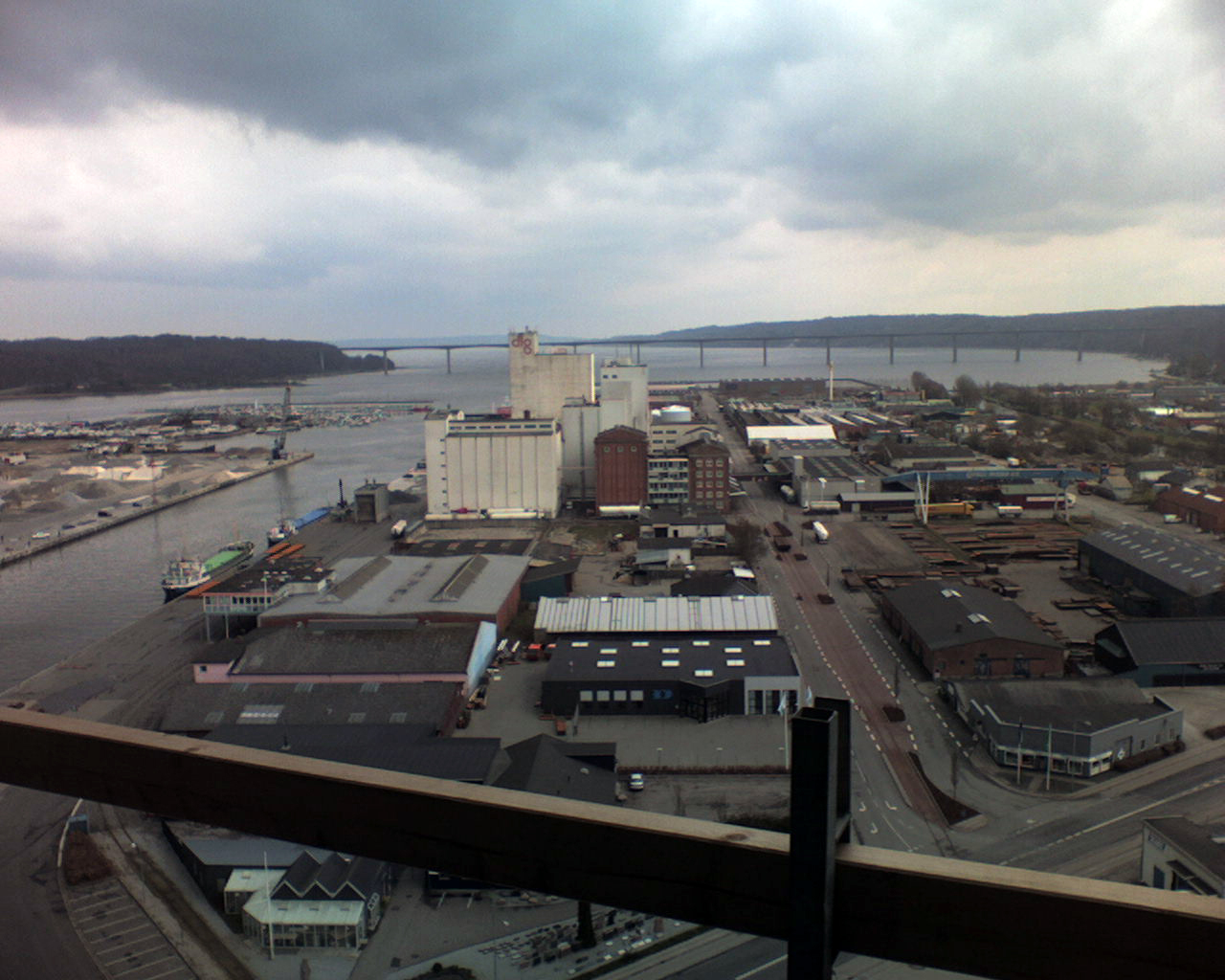

## Железнодорожные станции
- Бёркоп (Børkop)
- Брайнинг (Brejning)
- Гиве (Give)
- Йеллинг (Jelling)
- Тюрегод (Thyregod)
- Вайле (Vejle)
- Вайле Сюгехус (Vejle Sygehus)